# Cranachstraße 9 (Weimar)

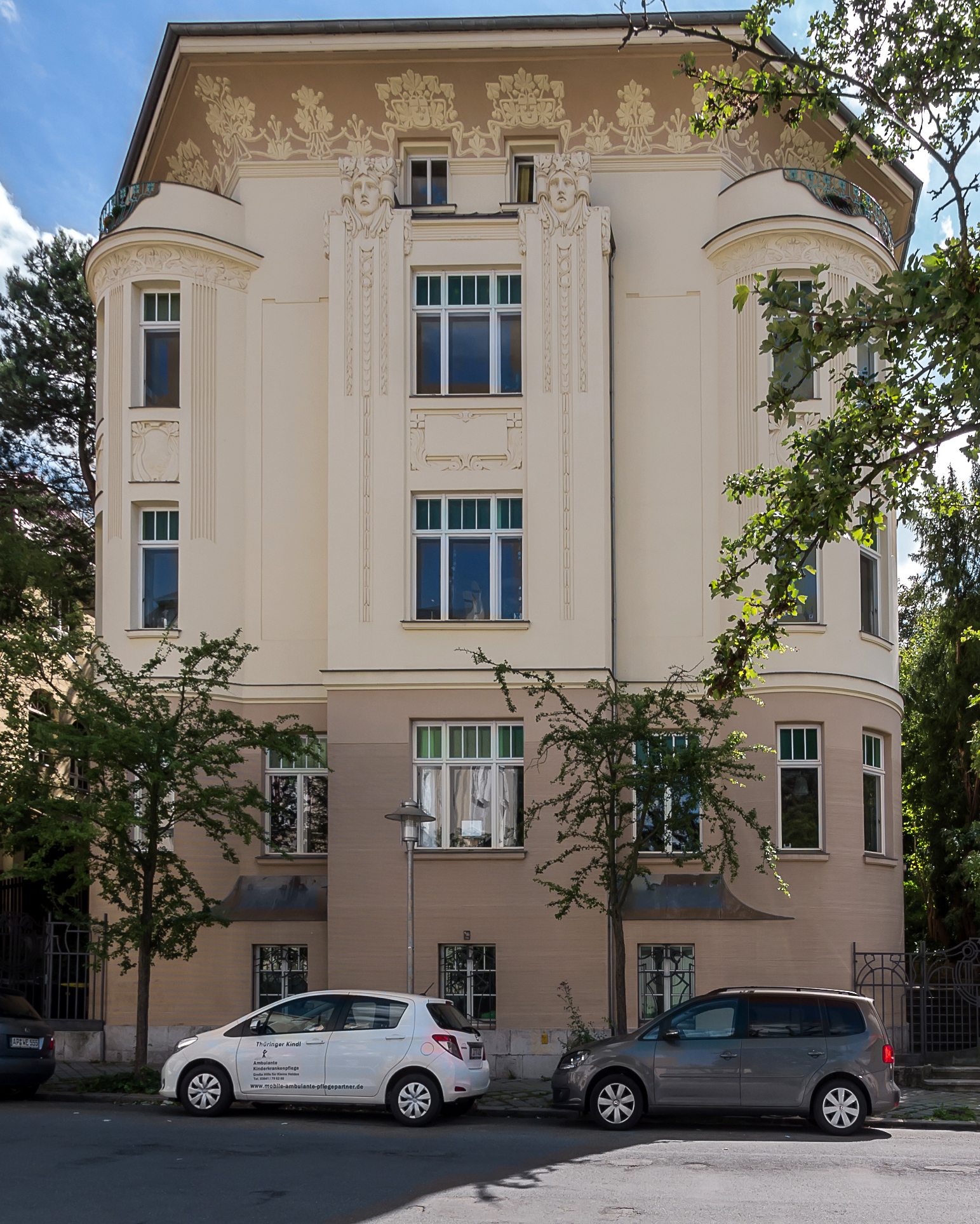
Cranachstraße 9

Das Haus Cranachstraße 9 in der Weimarer Westvorstadt ist eine Jugendstil-Villa von 1903.
Architekt dieser imposanten Jugendstil-Villa war Rudolf Zapfe, der nicht zuletzt in der Cranachstraße seine Handschrift hinterlassen hat. Die mehrgeschossige Villa weist eine markante Fassadengestaltung mit floralem Ornamentschmuck in bemaltem Stuck auf, insbesondere unmittelbar unter dem Dach. In den Eckbereichen sind apsisartige Vorsprünge. Sie hat einen unregelmäßigen Grundriss.
Das Gebäude steht auf der Liste der Kulturdenkmale in Weimar (Einzeldenkmale).

## Varia
In der Literatur wird das Gebäude Cranachstraße 9 häufig als Villa Bornmüller bezeichnet, die aber die Adresse Cranachstraße 12 hat.